# Fred de Jong
Frederick „Fred” de Jong (ur. 5 kwietnia 1964 w Hamilton) – nowozelandzki piłkarz grający na pozycji napastnika. W swojej karierze rozegrał 21 meczów i zdobył 3 gole w reprezentacji Nowej Zelandii.

## Kariera klubowa
Swoją karierę piłkarską de Jong rozpoczął w klubie Mount Wellington. Zadebiutował w nim w 1983 roku i występował w nim do 1987 roku. Wtedy też odszedł do australijskiego Marconi Stallions. W 1988 i 1989 roku wygrał z Marconi Stallions rozgrywki National Soccer League. W australijskiej lidze grał do 1990 roku.
W 1990 roku de Jong przeszedł do holenderskiej Fortuny Sittard. Jej zawodnikiem był do końca sezonu 1993/1994. W 1994 roku wrócił do Nowej Zelandii i do 1999 roku występował w Central United z miasta Auckland. W 1998 roku został z nim wicemistrzem kraju, a w 1999 roku wywalczył mistrzostwo Nowej Zelandii. Wraz z Central United zdobył też dwa Chatham Cup (1997, 1998). W latach 1999–2000 grał w Football Kingz, w którym zakończył karierę.

## Kariera reprezentacyjna
W reprezentacji Nowej Zelandii de Jong zadebiutował 3 kwietnia 1984 w wygranym 6:1 towarzyskim meczu z Malezją. Od 1984 do 1993 roku rozegrał w kadrze narodowej 21 meczów i strzelił 3 bramki.